# 顯赫的顧客探案
《顯赫的顧客探案》是柯南·道爾所著的福爾摩斯探案的56個短篇故事之一，收錄於《福爾摩斯檔案簿》。

## 故事簡介
詹姆士爵士向福爾摩斯求助，指一位顯赫的將軍的女兒愛上了一個無賴流氓，並且已經和這位流氓訂婚，爵士希望福爾摩斯能阻止這宗婚事。福爾摩斯找到流氓的一位舊情人，得知流氓有一本記事本記錄了他所有的壞事，於是福爾摩斯請華生裝扮成一個對中國陶器有認識的專家，與流氓商討陶器交易。福爾摩斯在成功交易過程中偷偷潛入流氓家中偷走了記事本，阻止了婚事。